# Mbaracayú
Mbaracayú è un centro abitato del Paraguay, nel Dipartimento dell'Alto Paraná. Forma uno dei 20 distretti del dipartimento.

## Popolazione
Al censimento del 2002 Mbaracayú contava una popolazione urbana di 449 abitanti (8.337 nel distretto).